# جاونيلغافا
جاونيلغافا (بالإنجليزية: Jaunjelgava)‏ هي منطقة سكنية تقع في لاتفيا في لاتفيا. يقدر عدد سكانها بـ 2,245 نسمة ومساحتها 6.1 كم2 .

## معرض صور

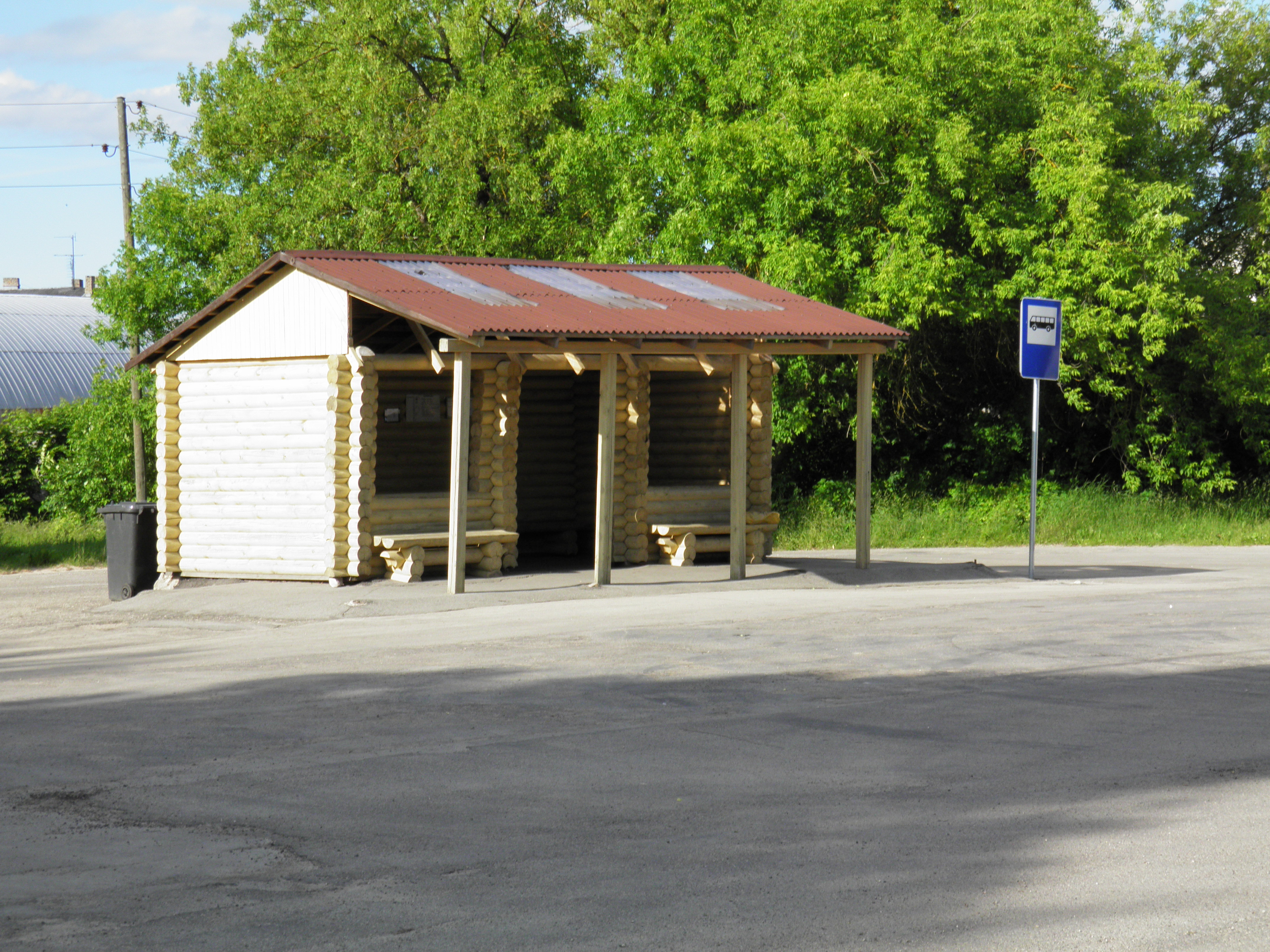
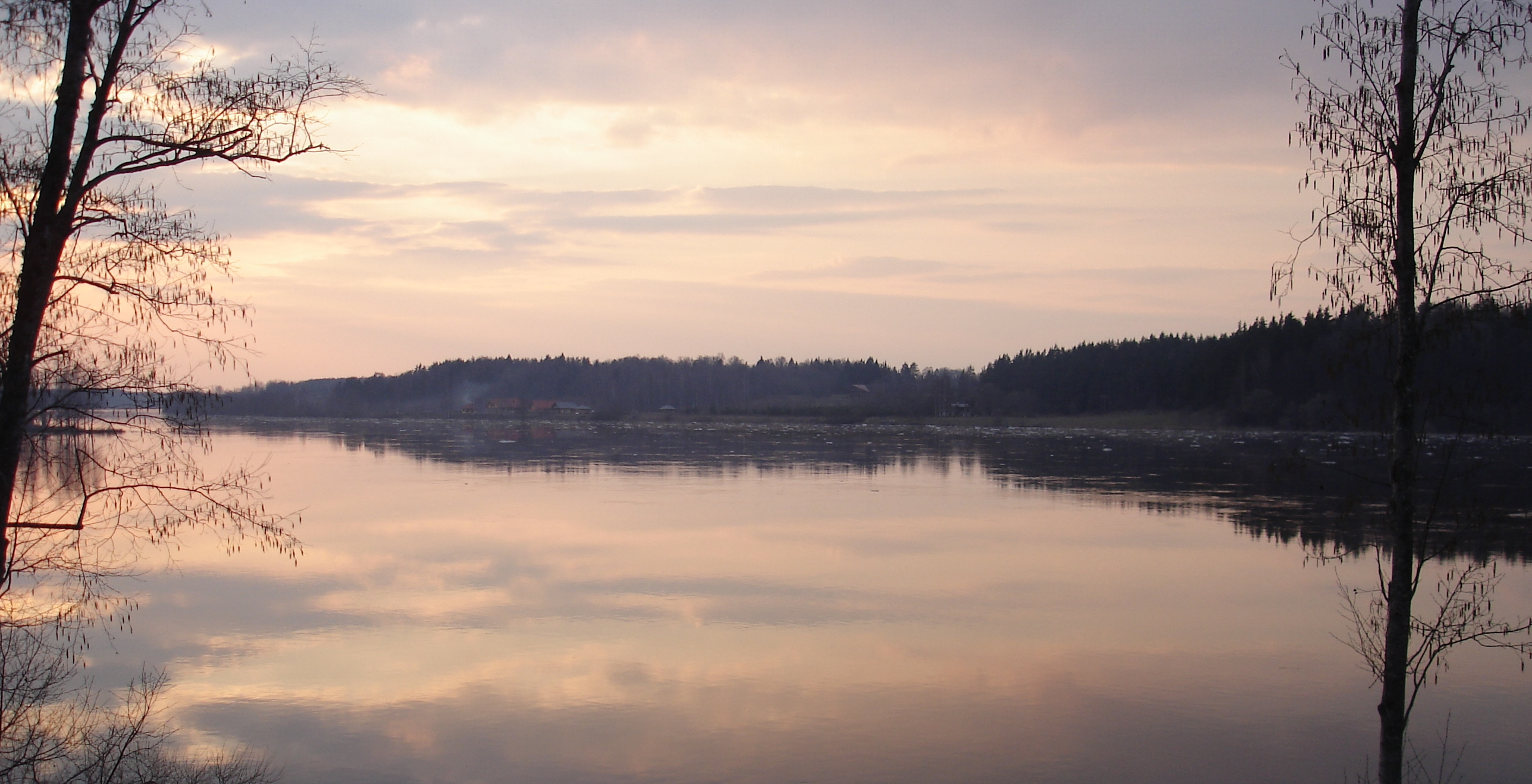
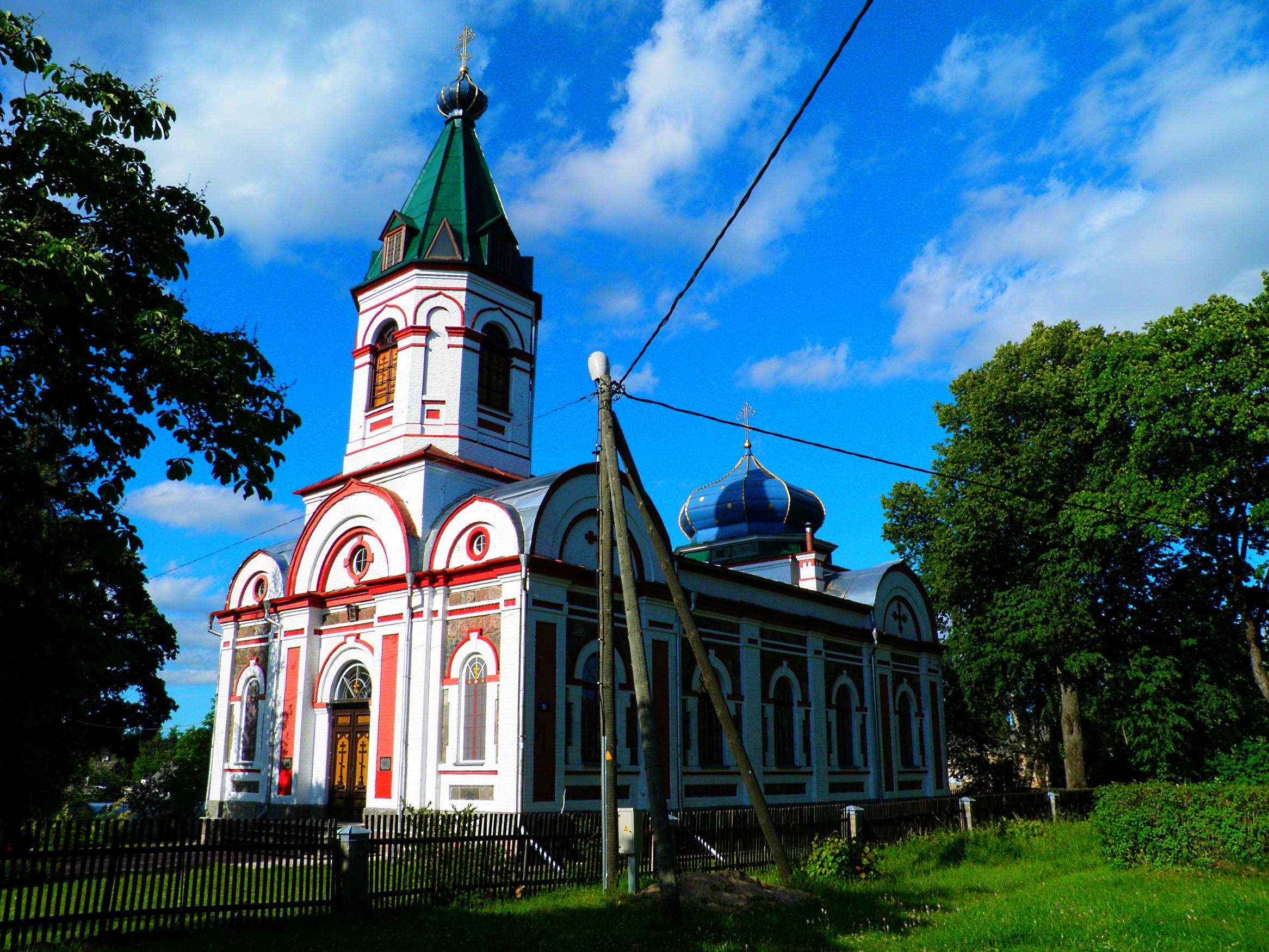
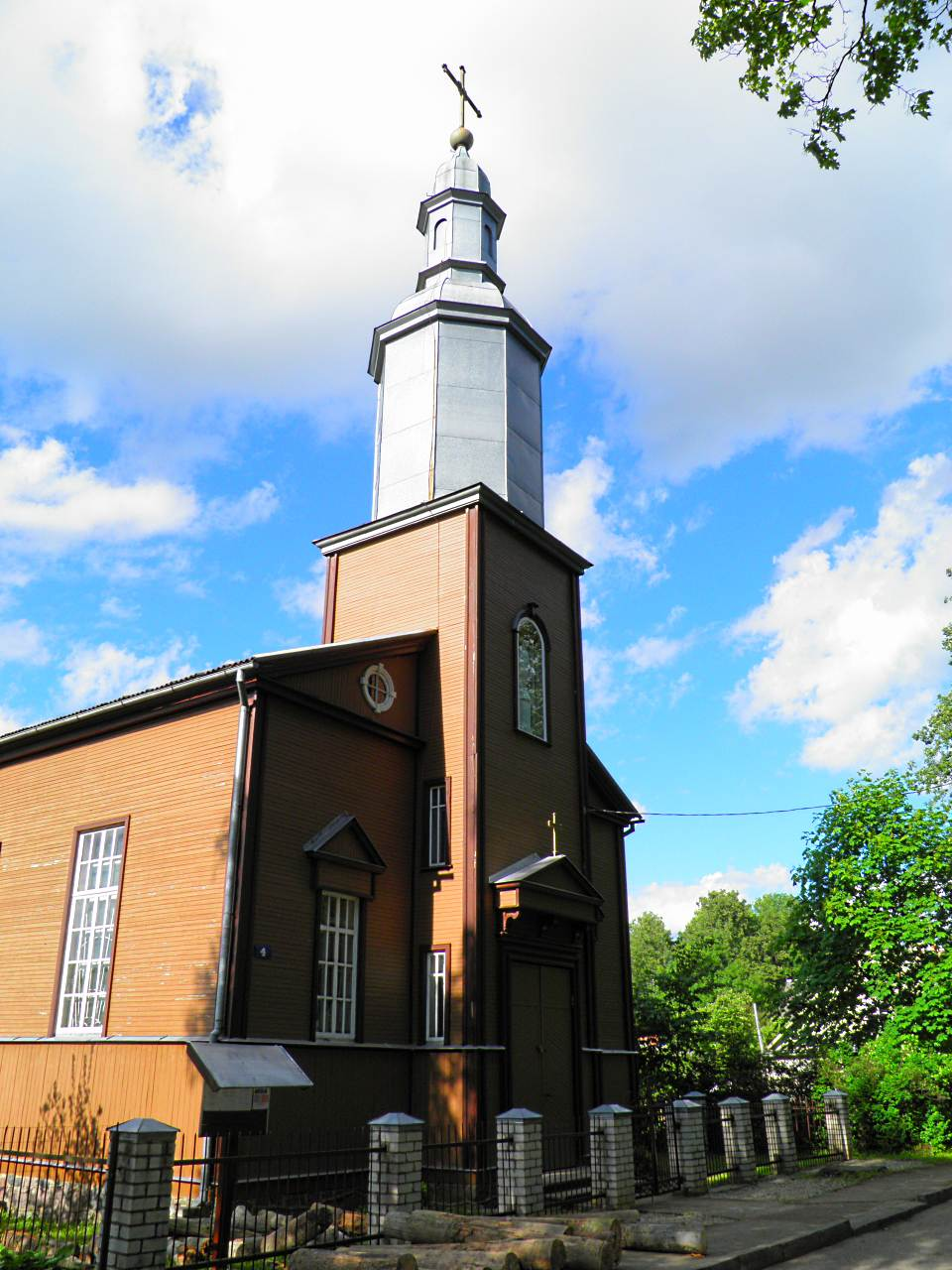
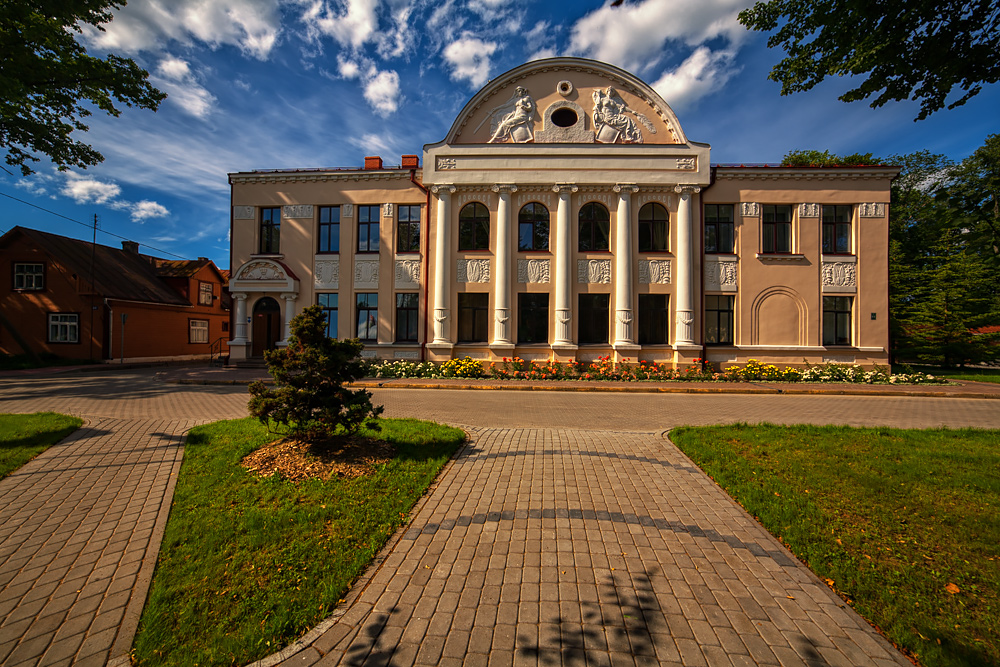
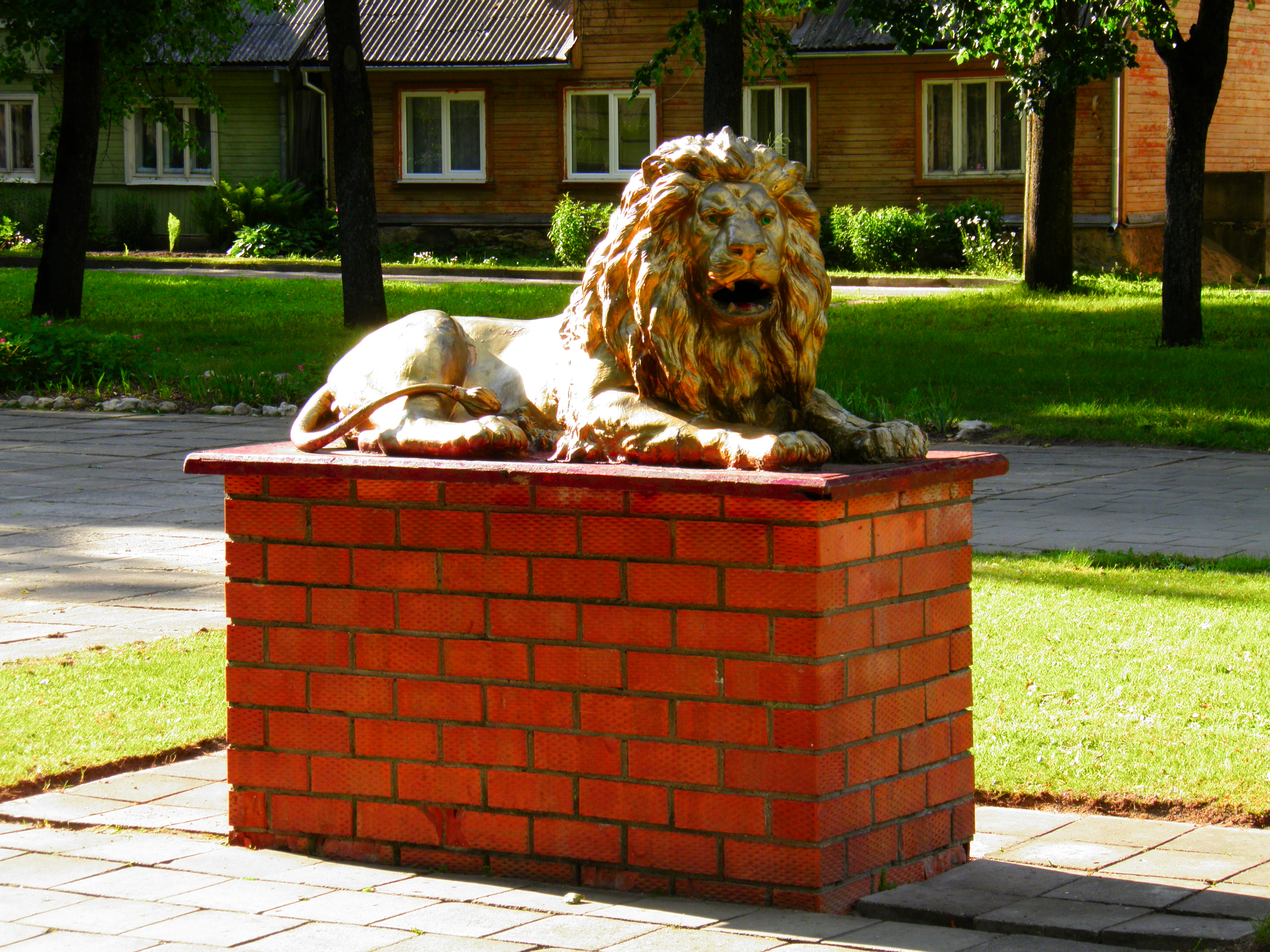